# Gare de Sancourt
La gare de Sancourt est une gare ferroviaire française (fermée) de la ligne de Saint-Just-en-Chaussée à Douai, située sur le territoire de la commune d'Abancourt, à proximité de Sancourt, dans le département du Nord, en région Hauts-de-France.
C'était une halte ferroviaire de la Société nationale des chemins de fer français (SNCF), elle est fermée en 2011.

## Situation ferroviaire
Établie à 61 mètres d'altitude, la gare fermée de Sancourt est située au point kilométrique (PK) 201,938 de la ligne de Saint-Just-en-Chaussée à Douai, entre les gares de Blécourt (fermée) et de Fressies (fermée). Les gares ouvertes les plus proches sont celles de Cambrai et d'Aubigny-au-Bac.

## Histoire
La halte SNCF est fermée le 11 décembre 2011, lors de la mise en place du cadencement.

## Service des voyageurs
Fermée aux services ferroviaires.